# Stempelsiegel

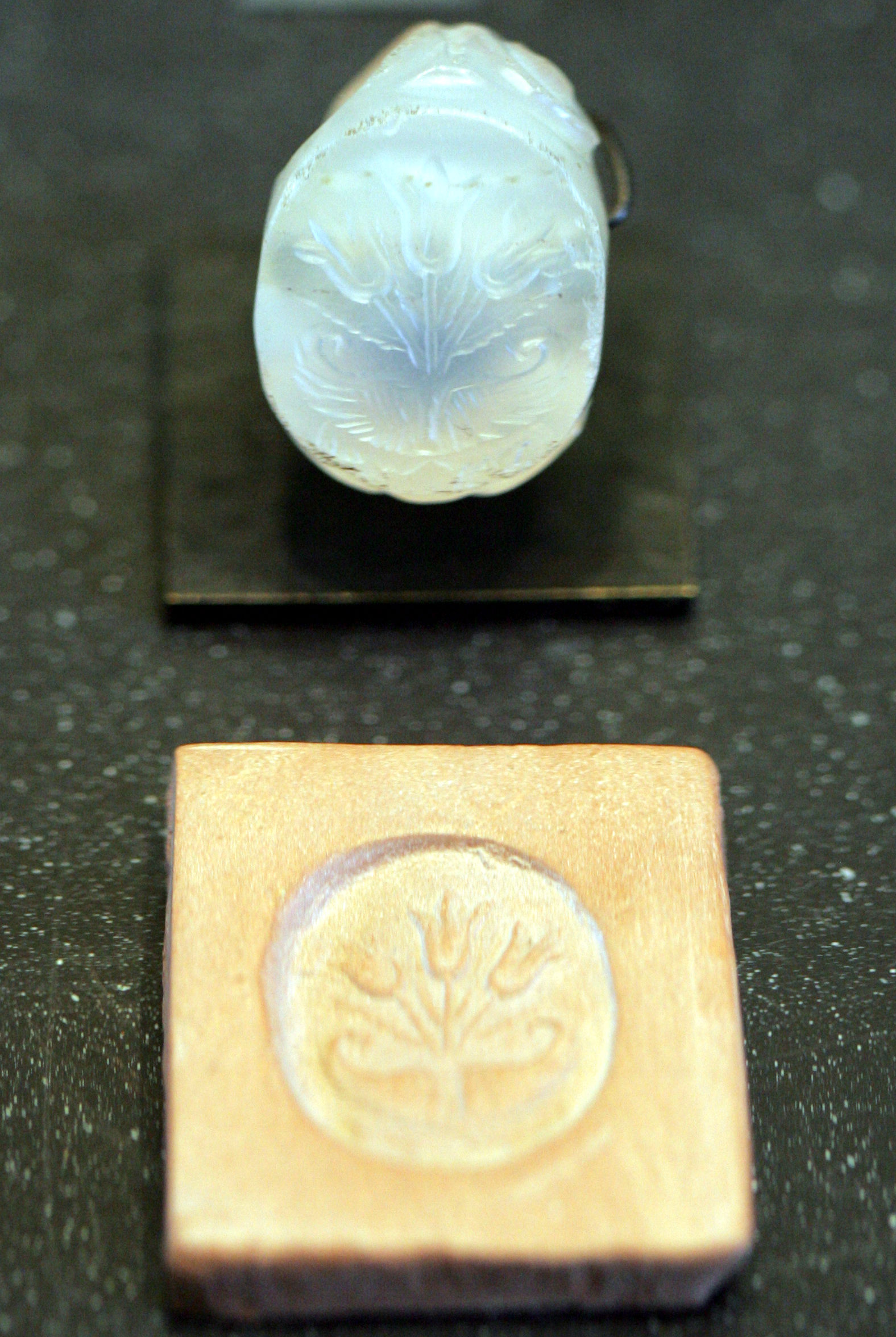
Sassanidenzeitliches Stempelsiegel. Louvre, Paris

Das Stempelsiegel, auch Siegelstempel (der) oder Typar (das oder der), ist in der Sphragistik ein in hartes, beständiges Material (Stein, später auch Metall) geschnittenes Prägewerkzeug, bestehend aus Haltegriff und Prägeplatte, zur Erstellung von Abdrücken in ein formbares Medium wie Ton, Siegelwachs oder Siegellack. Bei diesen Abdrücken handelt es sich um Symbole, Inschriften, Bilder, Signaturen oder Hoheitssymbole, im europäischen Mittelalter insbesondere bei der Besiegelung von Urkunden auch um Wappen. Im Einzelnen zu Siegelstempeln in Mittelalter und Neuzeit siehe unter Siegel.
Die ältesten Funde beweisen, dass das Stempelsiegel anfangs in Amulettform benutzt wurde. Erstmals sind sie im Gebiet von Çatalhöyük in Anatolien (siebtes Jahrtausend v. Chr.) nachgewiesen. Etwa 1000 Jahre später tauchten in Mesopotamien und in der Region des späteren Assyrien Formen dieses Amulett-Stempelsiegels auf. Im Gegensatz zum Rollsiegel wird das Stempelsiegel in den Siegelklumpen von oben eingedrückt.
Dabei kann das Stempelsiegel gegenüber dem Rollsiegel, das immer einen rechteckigen Rollabdruck hinterlässt, neben dem Zeicheninhalt auch eine bestimmte Form zur Unterscheidung und Klassifizierung haben, wie rund, oval, quadratisch, rautenförmig oder komplizierter geformt. Das Stempelsiegel wurde als bevorzugtes Prägewerkzeug in Mesopotamien zunächst fast gänzlich durch das dort zwischen 3200 v. Chr. und 3100 v. Chr. eingeführte Rollsiegel verdrängt. Die Assyrer vollzogen erst ab dem 9. Jahrhundert v. Chr. eine Renaissance des Stempelsiegels. Aus Marlik Tepe (Nordiran) stammt ein Stempelsiegel mit figuralem Griff aus der Zeit zwischen 1250 und 1000 v. Chr.